# Harrisburg (Dakota del Sud)
Harrisburg è una città della contea di Lincoln nello Stato del Dakota del Sud, negli Stati Uniti. La popolazione era di 6 732 abitanti secondo il censimento del 2020. È un sobborgo di Sioux Falls.

## Geografia fisica
Secondo l'Ufficio del censimento degli Stati Uniti, ha una superficie totale di 2,48 mi² (6,42 km²).

## Storia
Prima che la ferrovia fosse costruita attraverso la contea di Lincoln, una diligenza portava la posta alla fattoria di Johnson Harris, situata sul Nine Mile Creek nella Dayton Township. Johnson Harris chiamò l'ufficio postale "Harrisburg" in onore di sé stesso.
La storia di Harrisburg inizia il 1º agosto 1879, quando il primo treno ha attraversato il territorio. Il treno viaggiava da Sioux City (Iowa) a Sioux Falls. L'ufficio postale fu trasferito alla fattoria di Emory J. Darling, un miglio a sud dell'attuale Harrisburg e prese il nome di Salina, in onore della signora Jim Stillwell, uno dei primi coloni e un'insegnante molto stimata.
Infine, nel 1890, il deposito ferroviario fu spostato sul sito attuale. L'ufficio postale riprese il suo nome originale e nacque la città di Harrisburg.
Una delle prime attività commerciali di Harrisburg era la State Bank, dal 1901 al 1945 circa. L'edificio della banca è ancora situato nella sua posizione originale, al 101 di Railroad Ave. La banca stessa è stata costruita nel 1899 e completamente restaurata nel 2006 dall'attuale proprietario, RISE Inc., un'impresa edile.
L'edificio della vecchia banca è circondato dai misteri, uno di questi riguarda John Dillinger, se si sia fermato o meno per rapinarla. Secondo la leggenda popolare, Dillinger, dopo aver rapinato la banca, sparò un colpo sul bancone del cassiere, come minaccia a non inseguirlo. Il foro del proiettile è ancora presente.

## Società

### Evoluzione demografica
Secondo il censimento del 2020, la popolazione era di 6 732 abitanti.